# Multisync
Multisync è uno strumento di sincronizzazione per l'ambiente desktop GNOME con lo scopo di sincronizzare i palmari, telefoni cellulari, e i programmi di personal information manager, l'uno con l'altro. Lo sviluppo del programma si è fortemente arrestato, rivolgendo l'attenzione verso il progetto OpenSync.